# Emma Koivisto
Emma Wilhelmina Koivisto (* 25. September 1994 in Helsinki) ist eine finnische Fußballnationalspielerin, die von 2021 bis 2022 für Brighton & Hove Albion in der FA Women’s Super League spielte. Ab der Saison 2024/25 spielt sie beim AC Mailand.

## Karriere

### Verein
Koivisto begann ihre Karriere im Jahr 2010 beim HJK Helsinki, ehe sie nach drei Spielzeiten zum FC Honka Espoo wechselte. 2014 nahm sie ein Studium an der Florida State University auf und spielte bis 2017 parallel auch für die dortige Hochschulmannschaft der Florida State Seminoles. Von 2018 bis 2020 spielte sie in der Damallsvenskan für Kopparbergs/Göteborg FC. Mit den Schwedinnen nahm sie auch zweimal an der UEFA Women’s Champions League teil. 2019/20 verloren sie daheim mit 1:2 gegen den deutschen Vizemeister FC Bayern München. Zwar konnten sie das Rückspiel in München mit 1:0 gewinnen, aufgrund der Auswärtstorregel schieden sie aber aus. 2020 konnte sie mit dem Verein dessen erste Meisterschaft feiern. In der UEFA Women’s Champions League 2020/21 verloren sie im Sechzehntelfinale zweimal gegen den englischen COVID-19-Vizemeister Manchester City. Danach wechselte sie nach England zu Brighton & Hove Albion. Am Ende der Saison 2021/22 beendete sie ihre Zeit bei den Seagulls.

### Nationalmannschaft
Koivisto absolvierte von 2010 bis 2011 sechs Pflichtspiele für die finnische U-17-Nationalmannschaft, ehe sie in den folgenden Jahren zu den Stammspielerinnen der finnischen U-19 gehörte. 2012 debütierte sie zudem in der finnischen A-Nationalmannschaft.  In der Qualifikation für die EM 2013 hatte sie drei Einsätze und qualifizierte sich mit ihrer Mannschaft im September 2012 für die Endrunde. Für die EM-Endrunde, bei der die Finninnen nach den drei Gruppenspielen ausschieden, wurde sie nicht nominiert.
Im Sommer 2014 war Koivisto Teil des finnischen Aufgebots bei der U-20-Weltmeisterschaft und kam dort in allen drei Gruppenspielen zum Einsatz, die ohne Punktgewinn endeten.
In der Qualifikation für die WM 2015 hatte sie sechs Einsätze und die Finninnen scheiterten dort ebenso wie bei der Qualifikation für die EM 2017 – als einziger Teilnehmer von 2013 – und der Qualifikation für die WM 2019. Sie war dabei in fünf bzw. sechs Spielen eingesetzt worden und hatte ihr erstes A-Länderspieltor am 21. September 2015 erzielt. Danach konnten sich die Finninnen im Februar 2021 wieder für eine Endrunde qualifizieren. Koivisto kam dabei in allen acht Qualifikationsspielen zum Einsatz und wurde nur im letzten Spiel gegen Zypern, in dem sie ihre Mannschaft mit 1:0 in Führung gebracht hatte, zur zweiten Halbzeit ausgewechselt.
Am 9. Juni 2022 wurde sie für die EM-Endrunde nominiert.

## Erfolge
HJK
- Finnische Pokalsiegerin: 2010
- Finnische Ligapokalsiegerin: 2011, 2012

FC Honka Espoo
- Finnische Meisterin: 2017
- Finnische Pokalsiegerin: 2014, 2015

Kopparbergs/Göteborg FC
- Schwedische Meisterin: 2020
- Schwedische Pokalsiegerin: 2018/2019